# Heinrich Hische
Johann Heinrich Conrad Hische (* 13. Januar 1837 in Bennigsen; † 26. Oktober 1912 ebenda) war Fabrikant und Mitglied des Deutschen Reichstags.

## Leben
Hische gründete gemeinsam mit Rudolf von Bennigsen eine Zuckerfabrik in Bennigsen, deren Direktor er 20 Jahre lang war. Außerdem war er 42 Jahre Bennigser Ortsvorsteher und Mitglied im Kreistag und im Kreisausschuss.
Von 1882 bis 1908 war er Mitglied des Preußischen Abgeordnetenhauses und von 1888 bis 1898 des Provinziallandtags von Hannover.
Zwischen 1893 und 1903 war er Mitglied des Deutschen Reichstags für den Wahlkreis Provinz Hannover 9 (Hameln – Linden – Springe) und die Nationalliberale Partei.